# Vauloïsa
Vau Loïsa [ˈvjeːrɔ] (en francès Vallouise) és un antic municipi francès, situat al departament dels Alts Alps i a la regió de Provença – Alps – Costa Blava. Des del 1er de gener de 2017, es municipi delegat del municipi nou de Vauloïsa (Vieló ?) e Pelvós (La Pissa ?) amb Vauloïsa; la capital és Sant Antòni, en l'antic municipi de La Pissa.

## Demografia
| 1836                                       | 1962 | 1968 | 1975 | 1982 | 1990 | 1999 | 2007 | 2014 |
| ------------------------------------------ | ---- | ---- | ---- | ---- | ---- | ---- | ---- | ---- |
| 1275                                       | 381  | 417  | 451  | 512  | 623  | 637  | 717  | 758  |
| Des de 1962: població sense dobles comptes |      |      |      |      |      |      |      |      |

## Administració
| Període               | Identitat        | Partit        |
| --------------------- | ---------------- | ------------- |
| 1983-2001             | Benjamin Alphand |               |
| 2001-2008             | Jean-Luc Antoni  | Divers gauche |
| 2008-desembre de 2016 | Jean Conreaux    |               |